# Llista de festes declarades d'interès turístic
Aquesta llista detalla les festes declarades d'interès turístic o patrimoni de la humanitat de Catalunya, el País Valencià i resta de món.

## Festes populars a Catalunya i País Valencià

### Festes declarades patrimoni de la humanitat
- Misteri d'Elx, 2001[1]
- Patum de Berga, 2005[2]
- Festes de la Mare de Déu de la Salut d'Algemesí, 2011[3]
- Falles del Pirineu,2015[4]

### Festes d'interès turístic internacional (Espanya)
- Processó Diumenge de Rams d'Elx[5]
- Misteri d'Elx[5]
- Moros i Cristians d'Alcoi[5]
- Fogueres d'Alacant[5]
- Certamen Internacional d'Havaneres de Torrevella[5]
- Moros i Cristians de la Vila Joiosa[5]
- Tomatina de Bunyol[6]
- Entrada de bous i cavalls de Sogorb[7]
- Falles de València[8]
- Festes de la Magdalena de Castelló de la Plana[9] Internacionalitat des del 12 de març de 2010.

Festes d'interès turístic nacional (Espanya)
- Festa Major de Vilafranca del Penedès

- Cavalcada dels Reis Mags d'Alcoi[5][9]
- Setmana Santa de Crevillent[5][9]
- Setmana Santa d'Oriola[5][9]
- Bous a la Mar de Dénia[5][9]
- Moros i Cristians de Banyeres de Mariola[5][9]
- Moros i Cristians de Crevillent[5][9]
- Traginers d'Igualada[10]
- Festes de Sant Antoni Abad de sa Pobla
- Moros i Cristians de Bocairent[6][9]
- Festes de Santa Tecla de Tarragona[6]
- El Carnaval de Vilanova i la Geltrú
- El Carnaval de Sitges
- El Carnaval de Solsona
- Festa dels Arriers de Balsareny
- La Passió d'Ulldecona
- La Passió de Cervera
- La Passió d'Esparreguera
- Falles d'Alzira[9]
- Davallament de Pollença
- Diada de Sant Jordi
- Festes de Sant Vicent Ferrer a la Vall d'Uixó[9]
- Dijous Sant de Verges
- La Passió de Montcada
- Setmana Santa d'Alzira[9]
- Setmana Santa de Gandia
- Setmana Santa de Sagunt[9]
- Setmana Santa Marinera de València
- L'Aplec del Caragol de Lleida
- Festa Major de Sant Feliu de Pallerols
- Aplec de la Sardana de Calella
- La Patum
- Corpus Christi de Sitges
- Aplec de la Sardana d'Olot
- Festes de Santa Cristina de Lloret de Mar
- Festes de Moros i Cristians de Cocentaina
- Festa Major d'Amer
- Festa Major de Sitges
- Moros i Cristians de Villena
- Festa de la Verema de Requena
- Danses de Guadassuar
- Moros i Cristians de l'Olleria
- Processó de la Mare de Déu de la Salut
- Festes de la Mare de Déu de l'Ermitana de Peníscola[9]
- Festa Major de Cardona
- Moixiganga de Graus
- Festes de la Sagrada Família i el Santíssim Crist de la Vall d'Uixó[9]
- Fira de Xàtiva[9]

### Festes tradicionals d'interès nacional(Catalunya)
La Generalitat de Catalunya, a través del Catàleg del Patrimoni Festiu de Catalunya, atorga la denominació de festa tradicional d'interès nacional a les celebracions següents:
- Aplec del Caragol de Lleida[13]
- Ball del Sant Crist de Salomó[11]
- El Carnaval de Vilanova i la Geltrú[11]
- El Via Crucis vivent de Sant Hilari Sacalm[11]
- Festa de l'Arbre i Ball del Cornut de Cornellà de Terri[11]
- Festa de les Enramades d'Arbúcies[11]
- Festa de les Enramades de Sallent[11]
- Festa de les falles a Isil[11]
- Festa del Pi de Centelles[11]
- Festa dels Raiers de La Pobla de Segur[11]
- Festa dels Traginers de Balsareny[11]
- Festa Major de Castellterçol[11]
- Festa Major de Gràcia[11]
- Festa Major de Reus[11]
- Festa Major de Sant Bartomeu de Sitges[11]
- Festa Major de Sant Feliu de Pallerols[11]
- Festa Major de Vilafranca del Penedès[11]
- Festa Major de Solsona[11]
- Festes de Santa Tecla de Tarragona[11]
- Festes Decennals de la Mare de Déu de la Candela de Valls[11]
- Festes del Tura d'Olot[11]
- Fira de la Candelera de Molins de Rei[11]
- La Passió d'Esparreguera[11]
- La Passió d'Olesa de Montserrat[11]
- La Patum de Berga[11]
- Processó del Sant Enterrament de Tarragona[11]
- Processó i Dansa de la Mort de Verges[11]

### Festes d'interès turístic autonòmic (País Valencià)
- Carnaval de Vinaròs[14]
- Falles de Sagunt[14]
- La Cordà[14]
- Santantoniada de Forcall[14]
- El Castell de l'Olla d'Altea[14]
- La Fira de Cocentaina[14]
- Festa de la Mare de Dé de l'Agost de Bétera[14]
- Festes de Sant Antoni Abat de Canals[14]
- Festa de la ceràmica de Manises[14]
- Moros i Cristians d'Oliva[14]
- Setmana Santa d'Alacant[14]
- Setmana Santa de Torrent[14]
- Festes d'Hivern d'Ibi (Enfarinats)[14]

### Festes d'interès turístic (Espanya)
- Moros i cristians d'Elda[5]
- Moros i cristians de Cocentaina[5]
- Moros i cristians de Villena[5]
- Moros i cristians de Callosa d'en Sarrià[5]
- La Passió de Callosa de Segura[5]
- Carnaval de Solsona[15]

## Resta del món

### Festes declarades patrimoni de la humanitat
- Bèlgica
  - Carnestoltes de Binche, 2003[16]
  - Processó de gegants i dracs a ucasse de Mons, 2005[16]
- Bolívia
  - Carnestoltes d'Oruro, 2001[16]
- Colòmbia
  - Carnestoltes de Barranquilla, 2003[16]
- Mèxic
  - Dia de Morts, 2003[16]